# Comitato di Bereg
Il comitato di Bereg (in ungherese Bereg vármegye, in latino Comitatus Beregiensis) è stato un antico comitato del Regno d'Ungheria, oggi situato a cavallo tra l'Ungheria e l'Ucraina occidentale. Capoluogo del comitato era Beregszász, oggi nota col nome ucraino di Berehove.

## Geografia fisica
Il comitato di Bereg confinava con il territorio austriaco della Galizia e con gli altri comitati di Máramaros, Ugocsa, Szatmár, Szabolcs e Ung. Il suo territorio, geograficamente facente parte della Rutenia subcarpatica, si estendeva tra i Carpazi a nord e il corso del Tibisco a sud.

## Storia
In seguito al Trattato del Trianon (1920) gran parte del comitato (tra cui il capoluogo) venne assegnata alla neonata Cecoslovacchia. Una piccola parte sudoccidentale, rimasta sotto sovranità ungherese, divenne parte del nuovo comitato di Szatmár-Ugocsa-Bereg.
Nel marzo 1939 la porzione cecoslovacca venne occupata dall'Ungheria a seguito del Primo Arbitrato di Vienna e il comitato venne ricostituito. Alla fine della Seconda guerra mondiale vennero ripristinati i confini ungheresi prebellici, ma la parte rimanente dell'antico comitato di Bereg non fu più restituita alla Cecoslovacchia, bensì assegnata alla repubblica socialista sovietica dell'Ucraina, di cui ha seguito le sorti.
Dal secondo dopoguerra la parte rimasta ungherese ha formato parte della contea di Szabolcs-Szatmár, rinominata nel 1990 in Szabolcs-Szatmár-Bereg.